# Cyclosa mocoa
Cyclosa mocoa là một loài nhện trong họ Araneidae.
Loài này thuộc chi Cyclosa. Cyclosa mocoa được Herbert Walter Levi miêu tả năm 1999.